# Pseudomyrmex spiculus
Pseudomyrmex spiculus är en myrart som beskrevs av Ward 1989. Pseudomyrmex spiculus ingår i släktet Pseudomyrmex och familjen myror. Inga underarter finns listade i Catalogue of Life.